# María Moret
María Moret Hernández (2 agosto 1961) è un'ex cestista cubana.

## Carriera
Con Cuba ha disputato i Giochi olimpici di Mosca 1980 e due edizioni dei Campionati mondiali (1983, 1986).